# Vergeving (christendom)
De vergeving of vergiffenis van zonden is het kernpunt van het christendom.
Volgens het christelijk geloof leeft ieder mens sinds de zondeval van nature in zonde, en bestaan er op aarde sindsdien geen louter "goede" mensen, hoewel de katholieken geloven dat  Maria, de moeder van Jezus, niet onderhevig was aan de erfzonde, en dus geen zonde heeft gedaan. Aangezien God volgens de Bijbel echter een hekel heeft aan zonde, is er sinds de zondeval volgens de christelijke leer een kloof tussen God en mensen ontstaan. Om weer een goede relatie met God te hebben, heeft een mens daarom vergeving van zijn zonden nodig.
Volgens de Bijbel is de dood de straf die de mens verdient voor haar zonden. Vergeving kan echter plaatsvinden door Gods zoon, Jezus Christus. Overeenkomstig het Oude Testament waarin een lam (of een ander gezond dier) werd geofferd om vergeving voor zonden te krijgen, offerde Jezus zichzelf op. Doordat hij na drie dagen weer verrees uit de dood, was dit het teken dat hij de dood (en dus de straf op de zonde) had overwonnen.
Volgens Johannes 1:29, is Jezus dan ook Het Lam Gods dat de zonde van deze wereld wegdraagt. Deze vergeving wordt niet verdiend door goede daden te doen, maar is het resultaat van genade van God voor iedereen die dit gelooft en ernaar wil leven.
In het Nieuwe Testament wordt onder meer door Jezus Christus herhaaldelijk duidelijk gemaakt dat mensen die vergeving van zonden nodig hebben om weer dicht bij God te komen. Het woord vergeving komt dan ook vele malen in het Nieuwe Testament voor:
- Matteüs 26:28: "Dit is Mijn bloed, het bloed van het verbond, dat voor velen wordt vergoten tot vergeving van zonden."
- Lucas 24:47-48: "En dat in Zijn naam alle volken opgeroepen zullen worden om tot inkeer te komen, opdat hun zonden worden vergeven. Jullie zullen hiervan getuigenis afleggen, te beginnen in Jeruzalem."
- Handelingen 2:38: "Petrus antwoordde: 'Keer u af van uw huidige leven en laat u dopen onder aanroeping van Jezus Christus om vergeving te krijgen voor uw zonden. Dan zal de Heilige Geest u geschonken worden.'"
- Handelingen 10:43: "Van Hem getuigen alle profeten dat iedereen die in Hem gelooft door Zijn naam vergeving van zonden krijgt."
- Handelingen 26:18: "om hun de ogen te openen, zodat ze zich van de duisternis naar het licht keren, en van de macht van satan naar God. Door het geloof in Mij zullen ze vergeving krijgen voor hun zonden, en samen met allen die Mij toebehoren zullen ze deel krijgen aan Mijn koninkrijk."
- Efeziërs 1:7: "In Hem zijn wij door Zijn bloed verlost en zijn onze zonden vergeven, dankzij de rijke genade."
- Efeziërs 4:32: "Wees goed voor elkaar en vol medeleven; vergeef elkaar zoals God u in Christus vergeven heeft."
- Kolossenzen 1:14: "Die ons de verlossing heeft gebracht, de vergeving van onze zonden."
- Johannes 20:22-23: "Na deze woorden blies Hij over hen en sprak: 'Ontvangt de Heilige Geest. Wier zonden gij vergeeft, hun zijn ze vergeven; wier zonden gij laat behouden, hun zijn ze behouden."

In de Rooms-Katholieke Kerk worden doodzonden alleen vergeven in de biecht door een geldig gewijde priester. Men kan vergeving van dagelijkse zonden verkrijgen door een berouw of goede werken te verrichten.